# Tourism Ireland
 (décembre 2016).
Tourism Ireland est l'agence de tourisme commune à toute l'île d'Irlande, qui collabore avec Fáilte Ireland, l'organisme de tourisme de l'État d'Irlande, et le Northern Ireland Tourist Board, l'organisation touristique de l'Irlande du Nord.

## Histoire
Tourism Ireland a été créé par l'Accord du Vendredi Saint signé à Belfast en avril 1998.

## Activités
Tourism Ireland travaille en collaboration avec Fáilte Ireland, responsable du tourisme en république d'Irlande et le Northern Ireland Tourist Board, chargé du tourisme en Irlande du Nord.